# Quint Antoni Merenda
Quint Antoni Merenda (en llatí Quintus Antonius T. F. Merenda) va ser un magistrat romà. Era probablement fill de Titus Antonius Merenda un dels decemvirs dels anys 450 i 449 aC. Formava part de la gens Antònia i era de la família dels Merenda.
Va ser tribú amb potestat consular l'any 422 aC. El mencionen Titus Livi i els Fasti.